# Bellissima
Bellissima aus dem Jahr 1951 ist der dritte Langspielfilm des italienischen Film- und Theaterregisseurs Luchino Visconti. Das Drehbuch schrieb er nach einer Idee von Cesare Zavattini zusammen mit Suso Cecchi D’Amico und Francesco Rosi. Die Koautoren entfernten dabei die von Zavattini angelegte Sentimentalität der Erzählung, die im zeitgenössischen Rom angesiedelt ist. Im Fernsehen lief der Film auch unter dem Titel Die Schönste.
Im Jahr 2008 wurde das Filmdrama auf die offizielle, vom italienischen Kulturministerium gebilligte Liste „100 erhaltenswerte italienische Filme“ aufgenommen. Die 100 ausgewählten Filme entstanden zwischen 1942 und 1978 und haben das kollektive Gedächtnis Italiens maßgeblich geprägt.

## Handlung
Maddalena Cecconi ist eine temperamentvolle, eruptive Krankenpflegerin, die mit ihrem Ehemann Spartaco und ihrer fünfjährigen Tochter Maria in Rom lebt. Die finanziellen Umstände der Familie sind bescheiden; das Ehepaar hat öfters Streit miteinander, wobei Spartaco auch schon einmal handgreiflich werden kann. Als der Filmregisseur Alessandro Blasetti für seinen neuen Kinofilm eine Kinderdarstellerin im Vorschulalter sucht, macht sich Maddadalena, wie Hunderte andere Mütter und ihre Kinder, mit ihrer Tochter auf dem Weg zum Vorsprechen. Blasetti findet Maria interessant, wohl auch, weil sie vom Spielen dreckig ist und zwischen den aufgetakelten Mädchen authentisch wirkt. Daher kommt Maria in die engere Auswahl, was allerdings noch lange nicht bedeutet, dass sie die Rolle erhält.
Durch ihre Tochter möchte Maddalena, die in ihrer Jugend selbst Schauspielträume hegte, aus ihren beengten Lebensumständen ausbrechen. Von Ehrgeiz getrieben löst die Mutter das Sparbuch der Familie auf, um ihre schüchterne Tochter vor dem nächsten Vorsprechen in Schauspiel und Tanz unterrichten zu lassen, ihr neue Kleider zu kaufen und sie zum Friseur und zum Fotografen zu schicken. Darüber hinaus flirtet Maddalena mit Blassettis Mitarbeiter Annovazzi, der ihr für viel Geld Probeaufnahmen für Maria vermittelt. Der draufgängerische Annovazzi kauft sich von der Provision ein Motorrad und erhofft sich noch mehr von Maddalena, doch sie blockt diese Versuche ab. Maddalenas Ehemann Spartaco ist keineswegs erfreut über die Pläne seiner Frau, denn er wollte das mühsam ersparte Geld nutzen, um seiner Familie ein kleines Häuschen zu bauen.
Schließlich sichten Blasetti und seine Mitarbeiter die Probeaufnahmen der Kinder, darunter auch Marias Aufnahmen. Maddalena und Maria schauen heimlich aus dem Vorführraum zu, während die Probeaufnahme projiziert wird. Es wird offensichtlich, dass Maria den Großteil der Aufnahmen unglücklich ist und weint, worüber sich die Mitarbeiter von Blasetti lautstark amüsieren. Trotz ihrer eigennützigen Motive ist Maddalena ist entsetzt darüber, wie mit ihrer Tochter umgegangen wird und beginnt ihre eigenen Motive kritisch zu betrachten. Obwohl sich der opportunistische Annovazzi behauptet, Maria keine Probeaufnahmen vermittelt zu haben, wird er von Blasetti gefeuert, da der Regisseur das Mädchen interessant findet und sie gern für seinen Film hätte.
Mittlerweile ist Maddalena mit Maria, die von den Ereignissen der letzten Tage sichtbar mitgenommenen ist, in ihre Wohnung zurückgekehrt. Als Blasetti die Cecconis dort aufsucht, lehnt Maddalena sein lukratives Vertragsangebot ab, da sie mittlerweile eingesehen hat, dass sie ihre Tochter zu viel zugemutet hat. Nachdem die Filmleute die Wohnung verlassen haben, tröstet Spartaco seine unglückliche Ehefrau, während Maria in ihrem Bett eingeschlafen ist.

## Produktionshintergrund

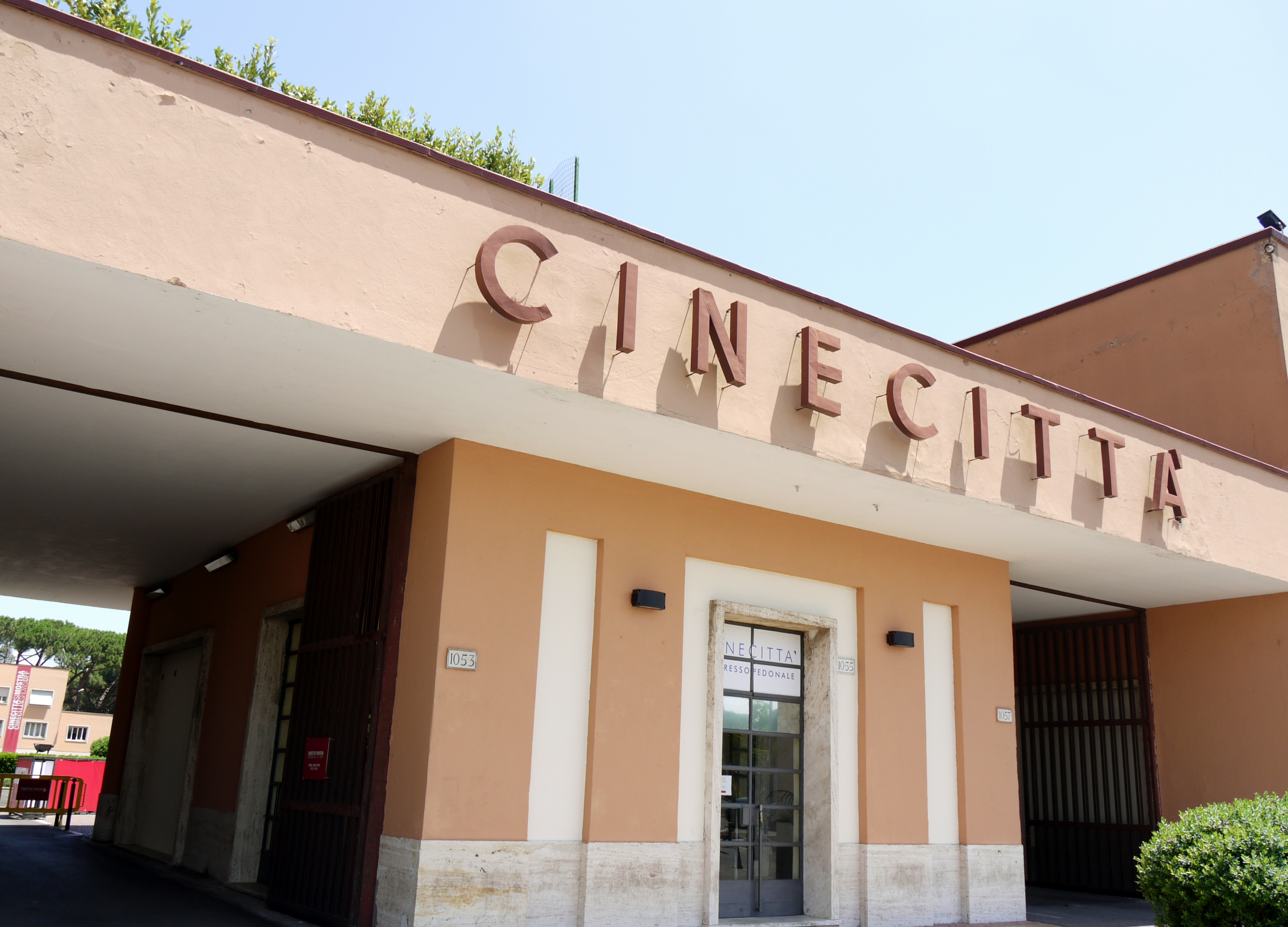
Das ikonische Filmstudio Cinecitta ist gleichzeitig Schauplatz und Produktionsort des Films

Trotz des finanziellen Misserfolgs von Die Erde bebt schlug Produzent Salvo d’Angelo Visconti vor, zusammen noch einen Film zu verwirklichen, besetzt mit Anna Magnani, mit der Visconti schon seit längerem arbeiten wollte. Visconti zeigt Magnani in Einstellungen, die sie samt dem sie umgebenden Raum zeigen, wobei der Film über eine äußerst realistische Ausstattung verfügt. Der Filmregisseur Alessandro Blasetti tritt als er selbst auf, der für ein (fiktives) Filmprojekt ein Kind für eine Rolle sucht. Franco Zeffirelli und Francesco Rosi waren die Regieassistenten von Visconti.
Bellissima war bei der Berlinale 1952 zu sehen, kam aber erst 1960 in die deutschen Kinos.

## Themen
Bellissima ist der einzige überwiegend in komischem Ton gehaltene Langfilm in Viscontis Œuvre. Dabei schuf er eine Satire auf das Filmgeschäft, auf Cinecittà und die vom Kino hervorgerufenen Illusionen, wobei er die Vertreter des neorealistischen Stils nicht von der Kritik ausnimmt, insbesondere deren Einsatz von „authentischen“ Laiendarstellern. So hat Liliana Mancini, die als Laiendarstellerin 1948 in dem neorealistischen Film Unter der Sonne von Rom die Hauptrolle gespielt hatte, daran aber in den Folgejahren nicht mehr anknüpfen konnte, einen denkwürdigen Kurzauftritt: Sie hat die Schauspielerei aufgegeben und ist nun Filmeditorin, wobei sie Maddalena warnt, dass man als Laiendarstellerin im Filmgeschäft meist nur kurzen Erfolg hat, und dieser kurze Ruhm bei vielen Laiendarstellern für ein verpfuschtes Leben sorgen würde. Obwohl der Neorealismus eigentlich die Nöte der „kleinen Leute“ zeigen will, macht er die oft aus der Arbeiterschicht kommenden Laiendarsteller so auch zu Opfern.
Das Ende der ursprünglichen Vorlage von Zavattini ähnelte demjenigen von Fahrraddiebe. Wie dort der kleine Junge seinen Vater an die Hand nimmt und wegführt, sollte hier die kleine Tochter ihre gedemütigte Mutter tröstend an die Hand nehmen. Die Szene, in der die Filmleute über die verpatzten Probeaufnahmen des kleinen Mädchens, auf denen sie in Tränen ausbricht, lachen, bezeichnete Wolfram Schütte als zentral: „Das Lachen der Filmleute über ein wahres, nicht-gespieltes Gefühl der Angst und des Alleinseins kündigt eine Solidarität des Mitleidens und -empfindens auf, von der einmal der (frühe) Neorealismus glaubte, darin seine wirkliche Erfüllung zu finden. Geblieben ist davon in seiner kommerzialisierten Spätphase nur noch Zynismus.“ Viscontis Kritik gelte auch Blasetti, der anders als die übrigen Filmleute nicht über das Mädchen lacht. Denn Blasetti glaubt, „dieses unverstellte Kind besser für seinen Film ausbeuten zu können, weil es glaubwürdiger und lebensechter ist als die gezierten Puppen, die er sonst gesehen hat“.

## Auszeichnungen
Anna Magnani wurde mit dem Nastro d’Argento als Beste Hauptdarstellerin geehrt.

## Kritiken
Der film-dienst bezeichnete den Film 1954 als „psychologisch genau beobachtet und so voll menschlicher Wärme, daß wir von einem Exempel sprechen müssen“. Visconti habe seiner Hauptdarstellerin das richtige Gewicht zugestanden: Die „außerordentliche“ Magnani „überspielt jeden, der störend in die Welt eindringt, die sie bis zum Rande ausfüllt […] Aber doch nicht so, daß sie alles Leben um sich herum erdrückt. Es ist etwas Ganzes entstanden, das der Wirklichkeit nahe ist.“
Cinema vergibt 5 von 5 Punkten und stellt fest, Viscontis dritter Film sei mit seinen melodramatischen Elementen, nach seinen „unversöhnlich pessimistischen Meisterwerken“ (Besessenheit und Die Erde bebt) erfolgreicher, und das ausgerechnet indem er „den Mythos der römischen Cinecittà-Studios gründlich verspottete“. Dabei kontrastiere er proletarisches Elend mit der Scheinwelt einer Traumfabrik.